# Gene Taylor
Gene Taylor (Norwalk, 2 de julio de 1952 - Austin, 20 de febrero de 2021) fue un músico estadounidense, reconocido por su asociación con artistas y bandas como James Harman, Canned Heat y The Fabolous Thunderbirds.

## Biografía
Taylor comenzó su formación musical como baterista a los ocho años. Más tarde aprendió a tocar la guitarra y el piano gracias a sus vecinos, músicos de boogie-woogie. Hacia los 16 años comenzó a trabajar con algunos de los grandes nombres de la escena del blues de la Costa Oeste como Big Joe Turner y T-Bone Walker. A mediados de los años 1970 se unió a la James Harman Band y tuvo una temporada como pianista del grupo de boogie Canned Heat entre noviembre de 1974 y mayo de 1976. Entre 1981 y 1984 estuvo de gira con The Blasters, y en 1986 grabó finalmente su primer álbum en solitario, Handmade. El disco The Return of the Formerly Brothers, grabado con Amos Garrett y Doug Sahm en 1987, ganó un premio Juno al año siguiente en la categoría de mejor álbum tradicional.
De 1993 a 2007, Taylor tocó con The Fabulous Thunderbirds y se involucró en otros proyectos musicales. En 2003 grabó un segundo álbum homónimo en solitario para Pacific Blues, acompañado por James Harman y Bill Bateman. Desde 2007 se estableció en Bélgica, tocando y grabando con artistas como Fried Bourbon, CC Jerome's Jet Setters, Dave Alvin y Jo' Buddy. Realizó una gira como The Gene Taylor Trio con el baterista Nico Vanhove y el guitarrista Bart De Mulder.
Falleció en Austin, Texas el 20 de febrero de 2021 a los sesenta y ocho años.

## Discografía

### Como solista
- 2013 - Roadhouse Memories
- 2010 - Let Me Ride your Automobile
- 2003 - Gene Taylor
- 1986 - Handmade